# Jana Burčeska
Jana Burčeska (en macedonio: Јана Бурческа; Skopie, Macedonia del Norte, 6 de julio de 1993) es una cantante macedonia, representante del país en el Festival de la Canción de Eurovisión 2017, celebrado en Kiev, Ucrania.
Inició su carrera musical cuando concursó en la primera temporada de la versión macedonia del talent-show American Idol. En este concurso terminó en quinto lugar.
Tras su paso por el programa, cabe destacar que ya se dio a conocer a nivel nacional y fue elegida como Embajadora de Unicef para la campaña "Juntos por Escuelas sin violencia", que se llevó a cabo en 2011.
También ha estado presente en las ediciones de 2012, 2013 y 2015 del famoso festival de música Skopje Fest.
Actualmente es el cantante principal de la conocida banda Mizar.
El día 21 de noviembre de 2016, fue elegida por la corporación nacional de radiodifusión Makedonska Radio Televizija (MRT), para ser la representante de A.R.Y. Macedonia en la LXII Edición del Festival de Eurovisión que se celebró en Kiev, Ucrania.
En 2023 lanzó un nuevo sencillo llamado "home alone". Una canción pop R&B que alcanzó las 10000 visualizaciones en YouTube y más de 1000 streams en Spotify. La canción fue bien recibida por la crítica, que valoró bastante bien el sencillo.

## Vida personal
En octubre de 2017, Burčeska dio a luz a una niña llamada Dona.